# Il piccolo ladro
Il piccolo ladro è un film del 1999 diretto da Erick Zonca.

## Trama
Giunto a Marsiglia da Orléans in cerca di un lavoro, un giovane finisce, a causa di una serie di circostanze, per diventare un ladro.

## Distribuzione
Il film è stato distribuito nei cinema francesi dalla MK2 Diffusion.
In Italia il film è stato distribuito nei cinema dalla BIM Distribuzione il 5 maggio 2000.

## Riconoscimenti
- 1999 - Biarritz International Festival of Audiovisual Programming
  - Golden FIPA
- 1999 - Munich Film Festival
- VFF TV Movie Award for Best International Television Production